# Benjamin Limo
Benjamin Kipkoech Limo (Eldoret, 23 augustus 1974) is een Keniaanse atleet, die gespecialiseerd is in de lange afstand.

## Loopbaan
Benjamin Limo begon serieus met lopen in 1997. In 1999 werd hij wereldkampioen veldlopen op de korte afstand. In 1999 werd hij op de wereldkampioenschappen vice-wereldkampioen op de 5000 m met minder dan een seconde achterstand op Salah Hisso.
Op de WK van 2005 was hij op de 5000 m echter wél de sterkste en werd hij wereldkampioen. Hij versloeg hierbij Sileshi Sihine. Limo werd datzelfde jaar beloond met de titel Keniaans sportman van het jaar. Ook liep hij dat jaar de marathon van Amsterdam in een tijd van 2:12.13.
Benjamin Limo nam nooit deel aan de Olympische Spelen. Dit vanwege de regel, dat elk land slechts drie atleten mag sturen per onderdeel. Kenia heeft een serie goede middellangeafstandsatleten en dan is het zeer lastig kwalificeren.
Limo is getrouwd en heeft vier kinderen. Hij is geen familie van Richard Limo, maar wel verre familie van de Keniaanse hardloper Felix Limo.

## Titels
- Wereldkampioen 5000 m - 2005
- Wereldkampioen veldlopen (korte afstand) - 1999
- Keniaans kampioen 5000 m - 2002, 2005

## Persoonlijke records
Baan
| Onderdeel   | Prestatie | Datum           | Plaats  |
| ----------- | --------- | --------------- | ------- |
| 1500 m      | 3.37,59   | 1999            |         |
| 3000 m      | 7.28,67   | 4 augustus 1999 | Monaco  |
| 2 Eng. mijl | 8.10,59   | 28 mei 2006     | Eugene  |
| 5000 m      | 12.59,99  | 4 juli 2003     | Parijs  |
| 10.000 m    | 27.42,43  | 31 mei 2004     | Hengelo |

Weg
| Onderdeel      | Prestatie | Datum             | Plaats       |
| -------------- | --------- | ----------------- | ------------ |
| 10 km          | 28.00     | 23 maart 2002     | Mobile       |
| halve marathon | 1:02.01   | 20 september 2009 | Philadelphia |
| marathon       | 2:12.46   | 19 oktober 2008   | Amsterdam    |

## Palmares

### 3000 m
- 1999:  Grand Prix Finale - 7.36,32
- 2001: 4e Grand Prix Finale - 7.54,46
- 2002: 6e Grand Prix Finale - 8.34,85
- 2003: 6e Wereldatletiekfinale - 7.44,25
- 2005: 4e Wereldatletiekfinale - 7.40,22

### 5000 m
- 1999:  WK - 12.58,72
- 2002:  Gemenebestspelen - 13.13.57
- 2002:  Afrikaanse kamp. - 13.32,10
- 2003:  Militaire wereldkampioenschappen - 13.59,43
- 2005:  WK - 13.32,55
- 2006:  Gemenebestspelen - 13.05,30
- 2007: 15e WK - 14.01,25

### 10 km
- 1998:  Sao Silvestre da Cidade do Porto - 28.43
- 2001:  Corrida van Houilles - 28.38
- 2002:  Azalea Trail Run in Mobile - 28.00
- 2002: 4e Crescent City Classic in New Orleans - 28.15,4
- 2002: 4e Cooper River Bridge Run in Charleston - 28.26
- 2004:  Cooper River Bridge Run in Charleston - 28.27
- 2005:  Berkane International - 28.29,8

### 10 Eng. mijl
- 2008: 14e Dam tot Damloop - 47.56

### halve marathon
- 2009:  Philadelphia Distance Run - 1:02.01

### marathon
- 2005: 6e marathon van Amsterdam - 2:12.13
- 2008: 12e marathon van Amsterdam - 2:12.46
- 2009: 6e marathon van Los Angeles - 2:14.38

### veldlopen
- 1998: 4e WK veldlopen (korte afstand) - 10.59
- 1999:  WK veldlopen (korte afstand) - 12.28
- 2001:  WK veldlopen (korte afstand) - 12.43
- 2003:  WK veldlopen (korte afstand) - 11.06
- 2006: 4e WK veldlopen (korte afstand) - 11.00

### Golden League-podiumplekken
3000 m
- 1999:  Herculis – 7.28,67
- 1999:  Memorial Van Damme – 7.33,86
- 2001:  Herculis – 7.33,10
- 2002:  Herculis – 7.34,72
- 2002:  Athletissima - 7.36,02
- 2003:  ISTAF – 7.40,22
- 2005:  DN Galan - 7.36,79

5000 m
- 1999:  Bislett Games – 13.01,54
- 1999:  Weltklasse Zürich – 12.55,86
- 1999:  ISTAF – 12.59,54
- 2000:  Bislett Games – 12.55,82
- 2001:  Golden Gala – 12.59,53
- 2001:  Bislett Games – 13.01,88
- 2002:  Bislett Games – 12.57,50
- 2002:  Meeting Gaz de France – 13.02,34
- 2002:  Golden Gala – 12.57,24
- 2002:  ISTAF – 13.10,77
- 2003:  Meeting Gaz de France – 12.54,99
- 2005:  Memorial Van Damme – 12.55,26
- 2005:  ISTAF – 13.01,45
- 2006:  Grand Prix in New York - 13.07,14

## Onderscheidingen
- Keniaans sportman van het jaar - 2005

1983 Eamonn Coghlan ·
1987 Saïd Aouita ·
1991 Yobes Ondieki ·
1993 Ismael Kirui ·
1995 Ismael Kirui ·
1997 Daniel Komen ·
1999 Salah Hissou ·
2001 Richard Limo ·
2003 Eliud Kipchoge ·
2005 Benjamin Limo ·
2007 Bernard Lagat · 
2009 Kenenisa Bekele ·
2011 Mo Farah ·
2013 Mo Farah ·
2015 Mo Farah ·
2017 Muktar Edris ·
2019 Muktar Edris ·
2022 Jakob Ingebrigtsen ·
2023 Jakob Ingebrigtsen